# Metacommunicatie
Metacommunicatie (het Griekse voorvoegsel "meta-" betekent "betreffende het onderwerp zelf") is het communiceren over communicatie als zodanig, dat wil zeggen communiceren over de toon van de boodschap en de bedoelde onderliggende betekenis en verschillende betrekkingaspecten hiervan. Een alledaags voorbeeld van metacommunicatie is de zin Zo praat je niet tegen je moeder!.
Metacommunicatie werd beschreven door onder andere Paul Watzlawick in zijn tweede axioma. Watzlawick ziet metacommunicatie als de oplossing voor veel communicatiestoornissen.